# Čukalovce
Čukalovce (in ungherese Csukaháza) è un comune della Slovacchia facente parte del distretto di Snina, nella regione di Prešov. Il primo documento che parla del paese risale al 1567.